# Zee News
Zee News es un canal de noticias indio en idioma hindi propiedad de Essel Group de Subhash Chandra. Se lanzó el 27 de agosto de 1999 y es el canal insignia de Zee Media Corporation.
El canal se ha visto involucrado en varias controversias y ha transmitido noticias inventadas en múltiples ocasiones. El canal ha sido objeto de un caso penal por difamación en curso contra la legisladora Mahua Moitra desde marzo de 2020.

## Historia
Zee Media Corporation Limited (anteriormente Zee News Ltd.) fue fundada por Essel Group y se constituyó el 27 de agosto de 1999 como Zee Sports Ltd. Era una subsidiaria de Zee Telefilms Ltd (más tarde rebautizada como Zee Entertainment Enterprises). Zee Media Corporation Limited (anteriormente Zee News Ltd.) fue fundada por Essel Group y se constituyó el 27 de agosto de 1999 como Zee Sports Ltd. Era una subsidiaria de Zee Telefilms Ltd (más tarde rebautizada como Zee Entertainment Enterprises). La empresa se reincorporó el 27 de mayo de 2004 como Zee News Ltd. Se separó como empresa independiente del Grupo Essel en 2006. En 2013, Zee News Ltd cambió su nombre a Zee Media Corporation Limited.
El presidente del grupo es Subhash Chandra, miembro del Rajya Sabha respaldado por el Partido Popular Indio.

### Incidente del Grupo Jindal
El canal fue juzgado por supuestamente extorsionar mil millones de rupias al Grupo Jindal, revelado a través de una operación encubierta. Dos periodistas de alto nivel, Sudhir Chaudhary y Sameer Ahluwalia, fueron arrestados. Los dos fueron enviados a custodia judicial durante 14 días en la cárcel de Tihar y finalmente quedaron en libertad bajo fianza.
Naveen Jindal había acusado a los dos periodistas de intentar extorsionarlo con 1.000.000.000 de rupias (equivalente a 2.100 millones de rupias en 2023) en anuncios de Zee News mediante chantaje, amenazándolos con publicar historias contra su empresa en la estafa de Coalgate.
Zee News negó los cargos e hizo contrademandas de que Jindal les ofreció ₹200.000.000 (equivalente a ₹410 millones en 2023) para detener sus investigaciones contra la participación de Jindal Steel en la estafa, pero no presentó cargos.
En julio de 2018, Jindal Group retiró el caso contra Zee News y ambas partes en el litigio declararon que se había llegado a un acuerdo extrajudicial que sigue sin revelarse.

### Prohibición en Nepal
El 9 de julio de 2020, los operadores de televisión por satélite y por cable de Nepal prohibieron Zee News y algunos otros canales de noticias privados indios, citando «propaganda e informes difamatorios contra el gobierno de Nepal».

### Avisos de la Autoridad de Estándares Digitales y Difusión de Noticias
En junio de 2022, la Autoridad de Estándares Digitales y Difusión de Noticias dijo que los titulares de Zee News sobre Umar Khalid «daban la impresión de que el acusado ya había sido declarado culpable» y les pidió que eliminaran los segmentos.
En el mismo mes, la Autoridad de Estándares Digitales y Difusión de Noticias ordenó a Zee News que eliminara un programa de debate de su sitio web y de sus redes sociales sobre la población musulmana por violar el código de ética del regulador, diciendo que fue «transmitido sin ningún dato o material sustancial para apoyarlo». Además, el regulador de noticias dijo que por la forma en que se planteó el tema y el lenguaje utilizado, estaba claro que había una agenda detrás del debate.

## Programación
Sudhir Chaudhary fue el ex editor en jefe de Zee News y también el ex presentador del programa de máxima audiencia del canal.

## Contenido

### Casos de fabricación

#### Controversia sobre la sedición de la Universidad Jawaharlal Nehru
Zee News informó que estudiantes del Sindicato de Estudiantes Democráticos (DSU) levantaron consignas «anti-India» como Bharat ki barbadi (Destrucción de la India) y Pakistan Zindabad (Viva Pakistán) en un evento en el campus de la Universidad Jawaharlal Nehru. En una carta, Vishwa Deepak, un periodista que trabaja en el canal, declaró que «nuestros prejuicios nos hicieron escuchar a Bhartiya Court Zindabad (Larga vida a los tribunales indios) como Pakistan Zindabad». Vishwa Deepak renunció posteriormente al canal tras expresar reservas sobre su «cobertura sesgada». Las imágenes del noticiero de Zee News constituyeron la base de los cargos presentados por la policía de Delhi. Sudhir Chaudhary, editor y presentador del canal en horario de máxima audiencia, sin embargo, en una transmisión por televisión hizo una declaración diciendo que «nuestro canal sólo mostró lo que estaba sucediendo allí, todo lo que hemos mostrado es 100% auténtico». Sin embargo, un informe forense de la policía de Delhi declaró más tarde que las imágenes estaban manipuladas.

#### Chips GPS en billetes de ₹2000
El presentador Sudhir Chaudhary dirigió un programa de Daily News and Analysis anunciando que el billete indio de 2000 rupias emitido después de la desmonetización de los billetes indios en 2016 por parte del gobierno tiene chips GPS que permitirán al gobierno rastrear la moneda, reduciendo así la corrupción. El Ministro de Finanzas, Arun Jaitley, desestimó el informe calificándolo de rumores. El Banco de la Reserva de la India también ha hecho una declaración de que tales chips no están presentes en los billetes. La presencia de «nano GPS» en los billetes ha sido catalogada como un bulo que se está difundiendo en las redes sociales.

#### Controversia de Navjot Singh Sidhu-Alwar
Zee News transmitió un video afirmando que los lemas de Pakistan Zindabad fueron planteados en una manifestación en Alwar presidida por el político del Congreso Nacional Indio, Navjot Singh Sidhu. Sidhu acusó a Zee News de reproducir un video manipulado y amenazó con presentar una demanda por difamación contra Zee News. Sidhu afirmó que los lemas de Jo Bole So Nihal se interpretaron erróneamente como a favor de Pakistán. Zee News acusó a Sidhu de calificar una transmisión de noticias como noticia falsa y le envió un aviso de difamación. El notificado le exigió una disculpa en un plazo de 24 horas y amenazó con emprender acciones legales si no se disculpaba.

#### Caso penal de difamación Mahua Moitra
Zee News transmitió un programa con el editor en jefe Sudhir Chaudhary donde afirmó que la legisladora del Congreso de Trinamool, Mahua Moitra, había plagiado al autor Martin Longman en su discurso inaugural después de ser elegida miembro del Lok Sabha. Moitra acusó al canal de informes falsos y presentó una moción de violación de privilegio contra Zee News y Sudhir Chaudhary. Martin Longman respondió y afirmó que la legisladora no lo plagió. Posteriormente, Moitra presentó un caso penal por difamación contra Chaudhary.

#### Difusión de noticias falsas durante el paro agrario de 2020-21
En enero de 2021, durante el paro agrario de India de 2020-2021, Zee News transmitió un video de tractores decorados, afirmando que era evidencia de una próxima protesta de los agricultores y comentando: «¿Por qué utilizar esos tractores del terror en las protestas de los agricultores? ¿Estos tractores son un medio para hacer la guerra a la ley? ¿Son estos tractores agricultores o tractores del terror?». El vídeo en cuestión contenía personas hablando en alemán y se confirmó que había sido tomado de un mitin realizado en Alemania en diciembre de 2020, en el que se decoraron tractores y se exhibieron para recaudar fondos para niños que estaban siendo tratados contra el cáncer.

### Cobertura de los resultados de las elecciones de Delhi de 2020
Las elecciones a la Asamblea Legislativa de Delhi de 2020 se llevaron a cabo el 8 de febrero de 2020. Los resultados de la encuesta a pie de urna predijeron que el Partido Aam Aadmi retendría su gobierno en el Territorio de la Capital Nacional de Delhi. La transmisión televisiva de Zee News de los resultados de la encuesta a boca de urna presentó a Sudhir Chaudhary, quien se entregó a comentarios polémicos contra los votantes de las elecciones. Afirmó que el pueblo de Delhi había elegido Pakistán en lugar de Indostán y que ahora regresará el gobierno de los mogoles. Alegó además que la gente de Delhi es vaga y sólo se preocupa por los «obsequios» y que cuestiones como Ram Mandir, el bombardeo de Balakot y la revocación del artículo 370 no les importan, razón por la cual han rechazado al Partido Popular Indio. La transmisión provocó reacciones violentas y burlas de Zee News y Sudhir Chaudhary en las redes sociales.